# شوشترنو
شهرک شوشترنو یکی از مناطق شهر تاریخی شوشتر است. این شهرک در دهه پنجاه خورشیدی برای اسکان کارگران شرکت کشت و صنعت کارون توسط کامران دیبا طراحی شد. مرحله اول این شهرک قبل از انقلاب ساخته شد ولی با وقوع انقلاب در سال ۱۳۵۷، ادامه ساخت شهرک رها شد. برای طراحی این شهرک، الگوی بافت قدیم شهر تاریخی شوشتر مورد مطالعه قرار گرفت و از الگوهای بومی، معماری مسکونی، موتیوهای معماری و تکنیکهای اقلیمی استفاده شد.

## مشخصات اثر
شوشترنو در مساحت ۲۷۰ هکتار و با ظرفیت ۳۱ هزار نفر (ظرفیت فاز یک، ۴ هزار نفر) طراحی و در ۵ فاز ساخته شد. از مشخصات تکنیکی بناها، دیوارهای آجری باربر، شناژ بتنی، سقفی از شبکه تیرهای فولادی، اندود گچی دیوارهای داخلی اتاقها و دیوار آجری آشپزخانه ها را می‌توان برشمرد. این طرح برنده جایزه معماری آقاخان در سال ۱۳۶۵ (۱۹۸۶) شد.
بافت تاریخی فرهنگی شهرک شوشترنو در اردیبهشت‌ماه ۹۹ در فهرست آثار ملی ایران ثبت شد.
مجله‌ی ایتالیایی لوتوس در بررسی شهرک شوشتر نو مینویسد: «این تصویری است از یک شهر ایرانی که هم کهن است و هم نوین، هم برخوردار از فرهنگ بومی و محلی‌ست و هم فرهنگ جهانی» و در جای دیگر می‌نویسد: « اگرچه طرح شهرک شوشتر نو ملهم از امکانات و افکار مدرن است، اما گویا به گذشته و سنت محلی تعلق دارد و زمان ساخت آن مشخص نیست.»

## دریافت جایزه‌ی معماری بنیاد آقاخان
شهرک شوشترنو در سال 1365 جایزه‌ی معماری بنیاد آقاخان را دریافت کرد و در نمایشگاه دوسالانه‌ی ونیز و سپس در پاریس به نمایش گذاشته شد. طرح شهرک در اغلب نشریات معماری جهان به چاپ رسید. همچنین این پروژه‌ی در سال ۲۰۰۰ میلادی در نمایشگاههای معماری و شهرسازی شاخص قرن به نمایش درآمد و این نمایش در سالهای بعد در کشورهای آلمان و ژاپن هم برگزار شد. از مشخصه‌های معماری کامران دیبا که در این مجموعه به‌خوبی دیده می‌شود، بهره‌گیری از الگوهای معماری ایرانی به شیوه‌ای اصیل و منحصربه‌فرد است. دیبا در کارهای خود بیشتر، از اصول سازماندهی و گونه‌شناسی فضای سنتی استفاده میکند و از عناصر و تزئینات نمادین اجتناب میورزد. الگوی این شهرک، تفکیک شبکه‌ی پیاده و رفت‌وآمد اتومبیل است. روش طراحی دیبا طراحی فضای منفی (خالی) و سپس ساختمان‌ها بود به گونهای که بدنه‌ای منسجم و پیوسته به وجود آورند.